# Renovacionismo

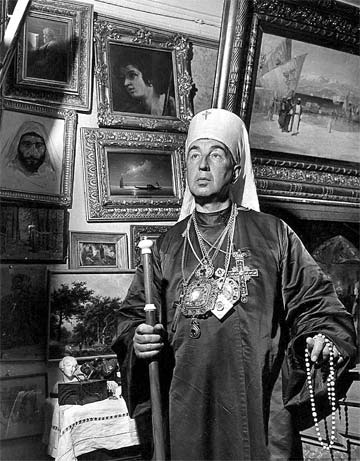
Alexander Vvedenski, um dos principais ideólogos e líderes do Renovacionismo.

Renovacionismo (russo: обновленчество), também chamado de Igreja Renovada (russo: обновленческая церковь) ou por metonímia a Igreja Viva (russo: Живая Церковь), oficialmente nomeada Igreja Ortodoxa Russa (russo: Православная Российская Церковь), e depois Igreja Ortodoxa na URSS (russo: Православная Церковь в СССР), foi um movimento religioso cismático na Igreja Ortodoxa Russa em 1922. O movimento deixou de existir em 1946.
Este movimento começou originalmente como um movimento de base entre o clero ortodoxo russo para a reforma da Igreja, mas foi rapidamente influenciado pelo apoio dos serviços secretos soviéticos (CheKa, então GPU, NKVD), que esperavam dividir e enfraquecer a Igreja Russa instigando movimentos cismáticos dentro dela. O início do cisma real é geralmente considerado em maio de 1922, quando um grupo de clérigos "renovacionistas" reivindicou a autoridade eclesiástica suprema na Igreja Russa. Considera-se que o movimento terminou com a morte de seu líder, Alexandre Vvedenski, em 1946.
Embora todo o movimento seja conhecido como Igreja Viva, este era especificamente o nome de apenas um dos grupos que compunham o movimento Renovacionista maior. Na época do "Concílio de Moscou" de 1923, três grandes grupos se formaram dentro do movimento, representando diferentes tendências dentro do Renovacionismo Russo:
1) Igreja Viva do Pe. Vladimir Krasnitski (1880–1936), fez lobby pelos interesses do clero casado;
2) União das Comunidades da Antiga Igreja Apostólica (russo: Союз общин древнеапостольской церкви - Содац SODATs) do Pe. Alexandre Vvedenski;
3) União para a Renovação da Igreja (russo: Союз церковного возрождения) – o grupo do Bispo Antonin (Granovski), cujo interesse era a reforma litúrgica;
4) Vários grupos menores.